# Княжево (Болгария)
Княжево (болг. Княжево) — село в Болгарии. Находится в Хасковской области, входит в общину Тополовград. Население составляет 304 человека.

## Политическая ситуация
В местном кметстве Княжево, в состав которого входит Княжево, должность кмета (старосты) исполняет Христо Димов Христов (коалиция в составе 5 партий: Демократы за сильную Болгарию (ДСБ), Национальное движение «Симеон Второй» (НДСВ), Земледельческий народный союз (ЗНС), Союз демократических сил (СДС)) по результатам выборов правления кметства.
Кмет (мэр) общины Тополовград — Евтимия Петрова Карачолова (Зелёные) по результатам выборов в правление общины.